# Малайска операция
Малайската операция от 8 декември 1941 до 31 януари 1942 година е военна операция в Британска Малая на Югоизточноазиатския театър на Втората световна война.
Тя започва с настъпление на силите на Япония и Тайланд, подкрепяни от местни партизани. Срещу тях се бият части на Британската империя и Австралия с въздушна подкрепа от Нова Зеландия и Нидерландия и наземна на партизански групи, като Антияпонската армия на малайските народи. Въпреки численото си превъзходство Съюзниците не успяват да спрат настъплението на Тристранния пакт и претърпяват тежко поражение, като 130 хиляди души са пленени, и цяла Британска Малая е окупирана, откривайки път за превземането на Сингапур.